# Elecciones estatales de Tamaulipas de 1986
Las Elecciones estatales de Tamaulipas de 1986 se llevaron a cabo el domingo 7 de diciembre de 1986 y en ellas se renovaron los siguientes cargos de elección popular en el estado mexicano de Tamaulipas:
- Gobernador de Tamaulipas. Titular del poder ejecutivo del estado, electo para un periodo de seis años no reelegibles en ningún caso. El candidato electo fue Américo Villarreal Guerra.
- 43 ayuntamientos. Compuestos por un presidente municipal y regidores, electos para un periodo de tres años no reelegibles para el periodo inmediato.
- 20 diputados al Congreso del Estado. Electos por mayoría relativa de cada uno de los distritos electorales y 5 de representación proporcional.

## Resultados electorales

### Gobernador
|  | 72.62 % |

|  | 8.42 % |

|  | 5.94 % |

|  | 3.63 % |

|  | 0.99 % |

|  | 0.73 % |

|  | 0.40 % |

|  | 0.03 % |

|  | 8.92 % |

|  | 100.00 % |

### Ayuntamientos
| Partido | Partido                              | Municipios |
| ------- | ------------------------------------ | ---------- |
|         | Partido Revolucionario Institucional | 43         |

| Municipio          | Partido | Alcalde (1987-1989)                  |
| ------------------ | ------- | ------------------------------------ |
| Abasolo            |         | Lavín Ramírez Lucio                  |
| Aldama             |         | Leonardo de Leija Lara               |
| Altamira           |         | Quintín Almazán Cibriano             |
| Antiguo Morelos    |         | Pedro López Turrubiates              |
| Burgos             |         | Juan Treviño Castillo                |
| Bustamante         |         | Primitivo Gómez Mendoza              |
| Camargo            |         | Santana Ramírez Díaz                 |
| Casas              |         | José Armando Ortiz Barrón            |
| Ciudad Madero      |         | Cirilo Juárez Sadierna               |
| Cruillas           |         | Desconocido                          |
| Gómez Farías       |         | Sabino Rodríguez Estrada             |
| González           |         | Eleno Luna Hernández                 |
| Güémez             |         | Nicolás Fuentes Reyes                |
| Guerrero           |         | José René Villaseñor                 |
| Gustavo Díaz Ordaz |         | Gerónimo González Garza              |
| Hidalgo            |         | Eliseo Maldonado                     |
| Jaumave            |         | Napoleón Villanueva Cruz             |
| Jiménez            |         | José Manuel Covarrubias Treviño      |
| Llera              |         | Pedro Rodríguez de la Cruz           |
| Mainero            |         | Héctor González Doria                |
| Mante              |         | Florentino Aarón Sáenz Cobos         |
| Matamoros          |         | Jesús Guillermo Villarreal Rodríguez |
| Méndez             |         | Gonzalo Moya Rodríguez               |
| Mier               |         | Álvaro Barrera Ramírez               |
| Miguel Alemán      |         | Roberto López Avala                  |
| Miquihuana         |         | Agustín Hernández Cervantes          |
| Nuevo Laredo       |         | Heberto Villarreal García            |
| Nuevo Morelos      |         | César Martín Zarate Cedillo          |
| Ocampo             |         | Rufino Rosas Montelongo              |
| Padilla            |         | Fernando García Arellano             |
| Palmillas          |         | Andrés Monita Barrón                 |
| Reynosa            |         | Ernesto Gómez Lira                   |
| Río Bravo          |         | José Gerardo Cavazos Cárdenas        |
| San Carlos         |         | Baldemar de la Fuente Vázquez        |
| San Fernando       |         | Mario Alberto García Barrera         |
| San Nicolás        |         | Mario Alatorre Castellanos           |
| Soto la Marina     |         | Rubén Hinojosa Cortina               |
| Tampico            |         | Arturo Rodríguez Gutiérrez           |
| Tula               |         | Eugenio Sáenz Zúñiga                 |
| Valle Hermoso      |         | Juan José Tamez Fuentes              |
| Victoria           |         | Tito Reséndez Treviño                |
| Villagrán          |         | Serapio Sánchez Hernández            |
| Xicoténcatl        |         | Noé Torres Martínez                  |

Nota:En Matamoros hubo fraude electoral al año siguiente Congreso del estado designo a Fernando Montemayor Lozano como presidente municipal

### Diputados al Congreso
| Partido/Coalición                         | Partido/Coalición | Mayoría relativa | Proporcional | Total |
| ----------------------------------------- | ----------------- | ---------------- | ------------ | ----- |
|                                           | PRI               | 14               | 0            | 14    |
|                                           | PARM              | 0                | 2            | 2     |
|                                           | PAN               | 0                | 1            | 1     |
|                                           | PSUM PRT PMT      | 0                | 1            | 1     |
|                                           | PST               | 0                | 1            | 1     |
| Fuente: Congreso del Estado de Tamaulipas |                   |                  |              |       |